# Molara Ogundipe
Omolara Ogundipe-Leslie (27 tháng 12 năm 1940 - 18 tháng 6 năm 2019), còn được gọi là Molara Ogundipe, là một nhà thơ, nhà phê bình, biên tập viên, nhà nữ quyền và nhà hoạt động người Nigeria. Được đánh giá là một trong những nhà văn hàng đầu về chủ nghĩa nữ quyền châu Phi, nghiên cứu về giới và lý thuyết văn học, bà là một nhà phê bình xã hội đã được công nhận là người có chỗ đứng đối với phụ nữ châu Phi trong số các nhà nữ quyền đen (black feminists(và nữ quyền nói chung. Bà đã đóng góp tác phẩm "Not Spinning on the Axis of Maleness" ("Không quay cuồng trên trục của sự xấu xa") trong tuyển tập năm 1984 Sisterhood Is Global: The International Women's Movement Anthology (Chị em là Toàn cầu: Tuyển tập Phong trào Phụ nữ Quốc tế), do Robin Morgan biên tập. Bà đã phải tổ chức để đưa ra thuật ngữ mới STIWA (Social Transformation in Africa Including Women) Chuyển đổi xã hội ở Châu Phi bao gồm cả phụ nữ.

## Viết lách
Molara Ogundipe là người hướng dẫn cho nhiều nghiên cứu về nữ quyền và giới ở Châu Phi kể từ sau tốt nghiệp Đại học London năm 1963, bà đã viết nhiều ấn phẩm mang tính học thuật và đã xuất bản một số cuốn sách thể loại phi hư cấu cũng như một tập thơ. Tác phẩm của bà cũng được đưa vào tuyển tập văn học phụ nữ: tác phẩm "Not spinning on the axis of Maleness" ("Không quay cuồng trên trục của sự xấu xa") nằm trong tuyển tập Sisterhood Is Global: The International Movement Movement Anthology năm 1984, biên tập bởi Robin Morgan. Một trong những bài thơ của bà có mặt trong tuyển tập Daughters of Africa (Con gái châu Phi) năm 1992.

## Sách
- Sew the Old Days and Other Poems, 1985
- Re-Creating Ourselves: African Women & Critical Transformations, 1994
- (ed.) Women as Oral Artists, 1994
- (ed. with Carole Boyce-Davies) Moving Beyond Boundaries. April 1995 (two volumes).
- Gender and subjectivity. Readings of "Song of Lawino". Dissertation Leiden University. Leiden, CNWS, 1999